# Scent of Mystery
Pour plus de détails, voir Fiche technique et Distribution.
Scent of Mystery est un film américain réalisé par Jack Cardiff, sorti en 1960. Il s'agit du premier film en Smell-O-Vision (en).

## Synopsis
Lors d'un voyage en Espagne, un écrivain de polars découvre un complot visant à assassiner une héritière (jouée par Elizabeth Taylor). Aidé par un chauffeur de taxi, il met tout en œuvre pour déjouer ce crime.

## Fiche technique
- Titre : Scent of Mystery
- Réalisation : Jack Cardiff
- Scénario : Gerald Kersh d'après le roman Ghost of a Chance de Kelley Roos
- Direction artistique : Vincent Korda
- Photographie : John von Kotze
- Montage : James E. Newcom
- Musique : Mario Nascimbene
- Production : Mike Todd Jr. (en)
- Pays d'origine : États-Unis
- Date de sortie : 1960

Chaque copie du film était livrée en salle avec une machine à diffuser des odeurs. Ce fut un bide retentissant, car les extraits de parfums étaient libérés en retard ou en avance et non au bon moment ; par ailleurs, il fut bientôt impossible de renouveler l'air à chaque séance.

## Distribution
- Denholm Elliott : Oliver Larker, l'écrivain
- Peter Lorre : Smiley, le chauffeur de taxi
- Beverly Bentley (en) : Sally Kennedy
- Paul Lukas : Baron Saradin
- Liam Redmond : Johnny Gin
- Leo McKern : Tommy Kennedy
- Peter Arne : Robert Fleming
- Mary Laura Wood : Margharita
- Diana Dors : Winifred Jordan
- Judith Furse : Miss Leonard
- Maurice Marsac : Pepi
- Michael Trubshawe : l'aviateur anglais
- Elizabeth Taylor (non créditée), l'héritière

## Musique du Film
Dans la Bande Originale du Film, le titre "Inseguimento al Taxi (The Chase)", composé par Mario Nascimbene, est également utilisé par Wes Anderson pour son film The French Dispatch.